# Aldosteron

Aldosteron.

Aldosteron är ett mineralkortikoid som ingår i kroppens system för reglering av blodtryck och osmoreglering. Aldosteron insöndras från binjurebarkens yttre skikt  som svar på höjda plasmanivåer av angiotensin samt stimulering från sympatiska nervsystemet. Förhållandet mellan natrium- och kalium-joner i blodet påverkar också utsöndringen av aldosteron. 
Aldosteron verkar genom att öka återupptaget av natriumjoner från urinen i njurarna och från chymus i tjocktarmen och tunntarmen, vilket i sin tur ökar blodvolymen och det totala blodtrycket, genom osmos.